# Bitwa o Audżę
Bitwa o Audżę – bitwa stoczona pomiędzy Siłami Obronnymi Izraela a siłami zbrojnymi Egiptu o osadę Audża al-Hafir, położoną przy strategicznej drodze z Beer Szewy na półwysep Synaj, na granicy z Egiptem. Do bitwy doszło podczas I wojny izraelsko-arabskiej w dniach 26-27 grudnia 1948. Bitwa stanowiła część operacji Horew i zakończyła się zwycięstwem Izraelczyków.

## Tło wydarzeń
Audża al-Hafir była strategicznie położonym węzłem drogowym na granicy pustyni Negew i półwyspu Synaj. Znajdował się on na terenach beduińskiego plemienia Azzazma, które korzystało z tutejszej studni. W XIX wieku przebiegała tędy granica pomiędzy Imperium osmańskim a Egiptem. Przed I wojną światową Turcy utworzyli tutaj bazę wojskową. W połowie stycznia 1915 armia turecka wykorzystała Auja jako miejsce wyprowadzenia nieudanego natarcia w kierunku na Kanał Sueski. Przebiegała tędy jedyna asfaltowa droga łącząca Palestynę z Egiptem (do 1948). W okresie brytyjskiego Mandatu Palestyny istniał tutaj obóz jeniecki. Gdy w listopadzie 1947 wybuchła wojna domowa w Palestynie rejon Audża al-Hafir, był obszarem działania beduińskich milicji. Gdy wybuchła I wojna izraelsko-arabska, cały ten obszar zajął oddział egipskich ochotników Bractwa Muzułmańskiego. Prowadząca tędy droga była wykorzystywana przez armię egipską do transportu uzupełnień i zaopatrzenia z głównej bazy w Al-Arisz dla wschodniego skrzydła wojsk operujących w obszarze Hebronu i Betlejem.
Jesienią 1948 izraelskie dowództwo przygotowało plan operacji Horew, której celem miało być usunięcie wszystkich wojsk egipskich z granic Palestyny. Plan zakładał, że najsilniejsze egipskie umocnienia znajdują się w obszarze nadmorskiej Strefy Gazy, dlatego zrezygnowano z podejmowania wyczerpujących i zapewne bardzo krwawych walk w tym rejonie. Zamierzano przeprowadzić śmiały manewr oskrzydlający, aby przeciąć linie zaopatrzeniowe pomiędzy Rafah a Al-Arisz. Wojska egipskie w Strefie Gazy zostałyby okrążone, a izraelskie kolumny miałyby otwartą drogę do Kanału Sueskiego. Zakładano, że taka sytuacja zmusi egipski rząd do rozmów pokojowych i przyjęcia korzystnych warunków porozumienia kończącego wojnę. Szef Południowego Dowództwa generał Jigal Allon planował przy tym wkroczyć na półwysep Synaj i zająć portowe miasto Arisz, w którym znajdowały się główne magazyny zaopatrzeniowe egipskiego korpusu ekspedycyjnego. Główne natarcie miała przeprowadzić 8 Brygada Pancerna. Jej celem było dotarcie poprzez półwysep Synaj do miasta Arisz. Nie zamierzano jednak nacierać wzdłuż mocno bronionej drogi Beer Szewa - Bir 'Asluj - Audża al-Hafir, i zamiast tego poprowadzić atak starą pustynną drogą nazywaną szlakiem kadzidlanym. Aby ułatwić to natarcie, Brygada Negew otrzymała zadanie oczyszczenia drogi z Beer Szewy do granicy, natomiast Brygada Harel miała powstrzymać egipskie posiłki starające się dotrzeć z rejonu Rafah. Pomiędzy Rafah na zachodzie a Audża al-Hafir na wschodzie rozciągało się 18 egipskich pozycji obronnych, z których siedem było w obszarze Audża al-Hafir. Pozycje nr 3-5 znajdowały się bezpośrednio przy Auja.

## Układ sił

### Siły arabskie
Linię graniczną od Rafah po Audża al-Hafir obsadziły dwa bataliony piechoty z 1 Brygady, pod dowództwem Fouada Hosni. W obszarze pomiędzy Audża al-Hafir a Bir 'Asluj, na południe od Beer Szewy pozycje zajął batalion piechoty, którego poszczególne kompanie zajęły samodzielne punkty obronne położone wzdłuż całej drogi. W przypadku izraelskiego ataku nie planowano podejmowania żadnych kontrataków lub udzielania pomocy, pozostawiając izolowane punkty oporu same sobie. Znajdująca się z tyłu strategiczna droga łącząca miasto Al-Arisz z Audża al-Hafir była ochraniana przez wzmocniony batalion, stanowiący jednocześnie odwód. Dodatkowo, w rejonie miasta Arisz znajdował się batalion rezerwowy i jednostka artylerii przeciwlotniczej pod dowództwem Abdulhamida Badran. Na krótko przed rozpoczęciem izraelskiej ofensywy, Egipcjanie przenieśli z tego odcinka do Strefy Gazy dwa bataliony piechoty. Wynikało to z faktu, że egipskie dowództwo spodziewało się izraelskiego natarcia bezpośrednio na Strefę Gazy. Nie świadomie osłabiono w ten sposób obronę odcinka, który w rzeczywistości stał się celem izraelskiej ofensywy.
Rejonu Audża al-Hafir bezpośrednio bronił 1 Batalion piechoty, wzmocniony baterią haubic górskich 3,7-cala (94 mm). Pozycje obronne były skoncentrowane na odcinku wschodnim, przy drodze prowadzącej do Beer Szewy. Uznano, że położona na północy wadi Auja jest nieprzejezdna, dlatego nie fortyfikowano podejścia z tej strony.

### Siły żydowskie
Do przeprowadzenia natarcia na obszar Audża al-Hafir wyznaczono 82 Batalion pancerny, 89 Batalion zmechanizowany komandosów i 88 Batalion wsparcia z 8 Brygady Pancernej. Siły te dysponowały 4 średnimi czołgami, 12 samochodami pancernymi oraz transporterami opancerzonymi. Wsparcie artyleryjskie zapewniało 12 moździerzy 3-calowych. Dodatkowe wsparcie stanowił 5 Batalion piechoty z Brygady Harel, oraz jednostka artylerii - 8 armat 75 mm, 3 moździerze 120 mm i bateria ciężkich armat przeciwpancernych.

## Przebieg operacji

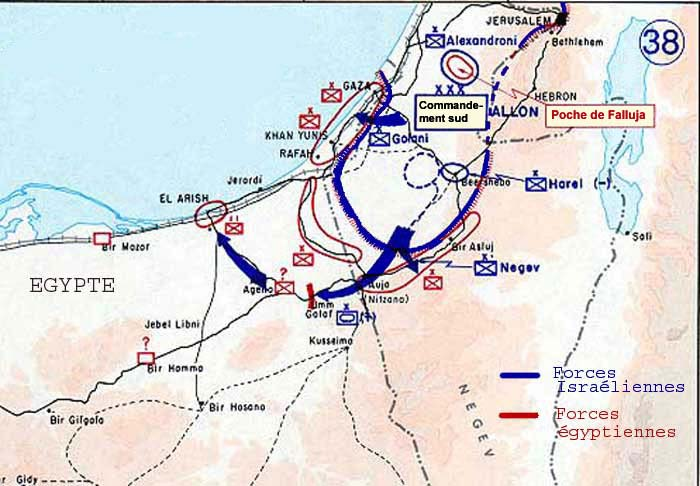
Przebieg operacji Horew

Operacja Horew rozpoczęła się w nocy z 22 na 23 grudnia 1948, od dywersyjnego ataku Brygady Golani na Strefę Gazy, który przekształcił się w bitwę o Wzgórze 86. Bitwa zakończyła się porażką nacierających, jednak atak utwierdził egipskie dowództwo w przekonaniu, że główny kierunek izraelskiego natarcia będzie skierowany na Strefę Gazy. Pierwsza faza operacji Horew miała się rozpocząć w nocy z 23 na 24 grudnia 1948, jednak silny deszcz spowodował, że boczne pustynne trakty stały się nieprzejezdne. Wymusiło to na dowództwie opóźnienie terminu rozpoczęcia ataku, natomiast Korpus Inżynieryjny pośpiesznie przygotowywał nową drogę na głównym kierunku natarcia. Opóźnienie wyniosło 48 godzin, i w dniu 25 grudnia przygotowujące się do ataku oddziały osobiście odwiedził Dawid Ben Gurion. Przed południem 25 grudnia, kompania piechoty Brygady Negew zajęła opuszczone egipskie pozycje al-Mushrifa (położone na południowy zachód od Bir 'Asluj). Dzięki niefrasobliwości Egipcjan zdołano się tutaj podłączyć pod ich linie telefoniczne i podsłuchać prowadzone rozmowy. Popołudniem dwa bataliony piechoty z Brygady Negew rozpoczęły bitwę o Bir Tamila oczyszczając prawie całą drogą z Beer Szewy do granicy.

### Bitwa
Grupa uderzeniowa przeznaczona do ataku na Audża al-Hafir wyruszyła w nocy z 24 na 25 grudnia z Haluza do studni Rechowot na pustyni. Droga była bardzo ciężka, i zajęła pojazdom bardzo dużo czasu. W dniu 25 grudnia o godzinie 18:00, siły opuściły Rechowot i wjechały od północnego zachodu do wadi Auja. Na odcinku ostatnich 3 km wadi nie prowadzono żadnych prac inżynieryjnych nad poprawieniem drogi, i z tego powodu większość pojazdów tutaj utknęła. Przy pomocy ciągników udało im się wydostać z błota rankiem 26 grudnia. W międzyczasie 88 Batalion wspierany jednostkami z Brygady Harel zajął pozycje bardziej na północy, przygotowując się do zatrzymania ewentualnych egipskich posiłków z obszaru Rafah.
Natarcie na Auja zostało poprzedzone nalotem izraelskiego samolotu Harvard, który o godzinie 7:00 rano zrzucił 50 kg bomb na pozycje egipskie. Bombardowanie nie przyniosło żadnego efektu, jedynie zaalarmowało Egipcjan o zbliżającym się ataku. Izraelczycy nacierali dwoma kolumnami. Przez wadi Auja nacierał 82 Batalion pancerny, natomiast wzdłuż drogi Rafah-Auja nacierał 89 Batalion zmechanizowany. Bitwa rozpoczęła się 26 grudnia o godzinie 14:00, kiedy żołnierze 82 Batalionu zdecydowanym atakiem zdobyli egipską pozycję obronną nr 3 (na północy). Następnie kompania jeepów podjęła nieudaną próbę zdobycia pozycji nr 5, która broniła głównej drogi prowadzącej w głąb półwyspu Synaj. Stracili oni 6 zabitych i wycofali się po ogniem armat przeciwpancernych. Tymczasem wojska egipskie podjęły próbę przełamania izraelskiej blokady od strony Rafah. W walkę zaangażował się 82 Batalion, niszcząc 5 egipskich pojazdów opancerzonych, przy stracie własnej 2 zabitych. Egipcjanie przeprowadzili trzy kontrataki, całkowicie wiążąc walkami siły 82 Batalionu.
W nocy z 26 na 27 grudnia izraelskie dowództwo rozkazało by 9 Batalion Brygady Negew, opuścił rejon Bir Tamila i natarł od wschodu na Auja. Równocześnie w obszar walk dotarł spóźniony 5 Batalion Brygady Harel, który przejął funkcję blokowania drogi z kierunku Rafah. Rankiem 27 grudnia, 82 Batalion szybkim manewrem oskrzydlającym przegrupował się na południe i zdobył pozycję nr 4 (położoną pomiędzy Auja a granicą egipską). Napotkał tutaj egipską kolumnę idącą z posiłkami z rejonu Abu Ageila. W walkach Izraelczyków wspierały samoloty Harvard i Bristol Beaufighter, które wielokrotnie bombardowały egipskie pozycje. Tymczasem natarcie na Auja przeprowadził 89 Batalion, który pod dwóch kolejnych atakach zdołał przełamać się przez pierwsze linie Egipcjan. Zamieszanie wykorzystał 82 Batalion, i od południa wkroczył do wioski. Egipski garnizon poddał się o godzinie 12:36.
Rankiem 28 grudnia Izraelczycy przegrupowali się i zdobyli przygraniczne pozycje nr 1 i nr 2.

## Reakcje i następstwa
Bitwa zakończyła się zwycięstwem Izraelczyków, którzy przejęli kontrolę nad całą drogą z Beer Szewy do granicy egipskiej, wywalczając sobie otwartą bramę wjazdową na półwysep Synaj. Według relacji świadków, izraelscy żołnierze dojeżdżając do izraelsko-egipskiej granicy krzyczeli z radości, zatrzymywali pojazdy i całowali ziemię. Zdobycie Auja otwierało izraelskiej armii możliwość do wyrzucenia całej egipskiej armii z Palestyny. Drogą z Auja w kierunku na Abu Ageila uciekali liczni egipscy żołnierze. Wielu z nich było tak zdemoralizowanych, że bez walki poddawali się Izraelczykom, aby tylko otrzymać pożywienie i schronienie przed zimnem. Całe wschodnie skrzydło egipskiej armii rozpadło się. Oficer egipskich ochotników Bractwa Muzułmańskiego, Kamal Ismail asz-Szarif powiedział, że 
„bitwa Auja oznaczała koniec egipskiej kampanii w Palestynie, i odtąd jego armia musiała walczyć na egipskiej ziemi.”
Dla Izraelczyków zdobycie Auja oznaczało zakończenie pierwszej fazy operacji Horew, której kontynuacją miało być wkroczenie kolumn zmechanizowanych na półwysep Synaj. Jednak walki o Auja okazały się tak wyczerpujące, że 89 Batalion musiał zatrzymać się na odpoczynek i uzupełnienie sił. Dalsze natarcie miano kontynuować mniejszymi siłami, co miało wpływ na przebieg bitwy o Synaj.